# Rosabeth Moss Kanter
Pour les articles homonymes, voir Kanter (homonymie).
Rosabeth Moss Kanter (née le 15 mars 1943 à Cleveland, Ohio) est professeur en management des entreprises à la Harvard Business School, où elle est titulaire de la chaire « Ernest L. Arbuckle ».
Elle est en outre directrice du programme Harvard University Advanced Leadership Initiative (en).

## Biographie
Rosabeth M. Kanter est née aux États-Unis, à Cleveland, Ohio, de Helen Moss, née Smolen, une institutrice et de Nelson Nathan Moss, avocat et propriétaire d'une petite entreprise. Elle a une sœur cadette, Myra. Kanter décrit sa jeunesse comme « sans histoires » et se dépeint elle-même comme ambitieuse, ayant écrit un roman et participé à un concours de rédaction dès l'âge de 11 ans.
Elle est diplômée de la Cleveland Heights High School (en) en 1960 et poursuit en étudiant la  sociologie et la littérature anglaise au collège Bryn Mawr, obtenant ses grades universitaires avec la mention magna cum laude en 1964. Par la suite, elle obtient un MA en sociologie et, en 1967, un PhD de l'université du Michigan. Sa thèse porte sur les communes utopiques du XIXe siècle. Quoiqu'elle décide par la suite de suivre une carrière dans le domaine de la recherche en économie des affaires, sa formation de sociologue influence sa pensée et ses travaux ultérieurs.
Son premier mari, Stuart A. Kanter, épousé durant sa première année au collège Bryn Mawr, meurt en 1969. Elle se marie avec le consultant Berry Stein en 1972. Ils ont ensemble un fils.

## Carrière
Avant de rejoindre la Harvard Business School, Kanter est professeur assistant de sociologie à l'université Brandeis de 1967 à 1973 puis, de nouveau, de 1974 à 1977 ; elle est professeur associé en administration à l'université Harvard, ainsi que professeur de sociologie à l'université Yale de 1977 à 1986. Elle est rédacteur en chef de la Harvard Business Review de 1989 à 1992, la dernière universitaire à occuper le poste.
Kanter a écrit de nombreux ouvrages sur les techniques de management, particulièrement sur la conduite du changement ; elle tient aussi une chronique régulière dans le Miami Herald. 

### Men and Women of the Corporation
Elle est connue pour son étude des minorités, datant de 1977, devenue un classique (comment le fait d'être une minorité parmi un groupe affecte les performances individuelles sous l'effet de la visibilité et de la pression pour la performance). Ce travail, intitulé Men and Women of the Corporation est un classique en matière d'étude critique du management, d'analyse de la bureaucratie et d'étude de genre.
Elle est conseillère économique de Michael Dukakis lors de la candidature de ce dernier à l'élection présidentielle américaine de 1988. Ensemble, ils écrivent un livre intitulé Creating the future: the Massachusetts comeback and its promise for America, une étude du « miracle du Massachusetts » (une période de forte croissance économique dans l'État du Massachusetts durant les années 1980),.
Kanter cofonde le cabinet de conseil Goodmeasure Inc. et en occupe le poste de présidente depuis 1980. On compte de grandes entreprises parmi ses clients, telles qu'IBM, Gap, Monsanto, British Airways et Volvo.

## Récompenses
Kanter bénéficie d'une bourse Guggenheim en 1975 et obtient le prix Mc Kinsey, décerné par la Harvard Business Review, en 1979. Son livre Men and Women of the Corporation gagne en 1977 le prix C. Wright Mills du meilleur livre de l'année sur les questions sociales. En 2001, elle reçoit le prix Scholarly Contributions to Management décerné par l'Academy of Management (en) et, l'année suivante, le prix Intelligent Community Visionary of the Year décerné par l'Intelligent Community Forum (es). Elle détient vingt-trois doctorats honoris causa de plusieurs universités. Sa première récompense honorifique lui a été décernée en 1978 par l'université de Yale et la plus récente, son 23e doctorat honoris causa, lui vient de l'université d'Aalborg au Danemark.
Le prix Rosabeth Moss Kanter est décerné à la meilleure étude concernant le rapport entre la famille et le travail. Il a été créé par le centre pour les familles de l'université Purdue et le centre pour le travail et la famille du Boston College en son honneur,.
Elle est classée première femme (et onzième au classement global) dans une étude de 2002 réalisée par le cabinet Accenture concernant les 50 plus importants intellectuels dans le domaine du management d'entreprise, du fait qu'elle était citée par de nombreuses sources. En 2011, elle est citée comme faisant partie des « 50 femmes les plus puissantes de Boston » par le magazine Boston et est considérée comme l'une des « 125 femmes qui ont changé le monde » durant les 125 dernières années par le magazine Good Housekeeping en mai 2010.